# Upper Hamberg Lake
Der Upper Hamberg Lake ist der südlichste und, wie sein englischer Name besagt, der höchstgelegene der Hamberg Lakes auf Südgeorgien im Südatlantik. Der See ist oval, rund 1 km lang und 600 m breit. Er liegt vor dem Ende des Hamberg-Gletschers und südöstlich des Glacier Col. Der See entstand durch den Gletscherrückzug und wurde 2002 auf Landsat-Aufnahmen entdeckt.
Das UK Antarctic Place-Names Committee benannte ihn 2004. Namensgeber ist der schwedische Geograph, Mineraloge und Arktisforscher Axel Hamberg (1863–1933).